# Eliecith Palacios
Eliecith Palacios Santos (* 15. September 1987 in Carepa) ist eine kolumbianische Leichtathletin, die sich auf den 100-Meter-Lauf spezialisiert hat. Sie startet zudem auch in der 4-mal-100-Meter-Staffel und nahm zweimal für Kolumbien an den Olympischen Sommerspielen teil. 

## Sportliche Laufbahn
Erste internationale Wettkämpfe bestritt Elicith Palacios bei den Jugendsüdamerikameisterschaften 2004 in Guayaquil, bei denen sie über 100 Meter Hürden, mit der kolumbianischen 4-mal-100-Meter-Staffel und mit der Sprintstaffel die Bronzemedaille gewinnen konnte. Ein Jahr später belegte sie bei den Juniorensüdamerikameisterschaften in Rosario den sechsten Platz im Hürdensprint. 2006 nahm sie an den Südamerikameisterschaften in Tunja teil, bei denen sie ebenfalls den sechsten Platz belegte. 2010 nahm sie an den Ibero-amerikanischen Meisterschaften in San Fernando teil, verpasste dort über die Hürden als Vierte nur knapp eine Medaille, konnte aber mit der Sprintstaffel die Silbermedaille gewinnen. Bei den Zentralamerika- und Karibikspielen in Mayagüez gewann sie Gold mit der kolumbianischen Stafette und Silber im Hürdensprint. 
2011 wurde sie Südamerikameisterin in der 4-mal-100-Meter-Staffel bei den Meisterschaften in Buenos Aires. Zudem belegte sie bei den Zentralamerika- und Karibikspielen Platz sechs über die Hürden und Platz vier mit der Staffel. Bei den Panamerikanischen Spielen in Guadalajara schied sie über 100 Meter bereits im Vorlauf aus. Mit Ende dieses Jahres konzentrierte sie sich hauptsächlich auf die flachen Sprintdistanzen. 2012 wurde sie vom Comité Olímpico Colombiano für die Olympischen Spiele 2012 in London nominiert und wurde als Staffelläuferin eingesetzt. Im zweiten Vorlauf der 4-mal-100-Meter-Staffel schieden sie, Yomara Hinestroza, Norma González und Darlenys Obregón als amtierende Südamerika-Meister aus dem Wettbewerb aus. Zuvor gewann sie bei den Ibero-amerikanischen Meisterschaften in Barquisimeto Gold im Hürdensprint und Bronze mit der Staffel. 2013 gewann sie bei den Südamerikameisterschaften in Cartagena Bronze über 100 Meter und Silber mit der kolumbianischen Staffel. Bei den Weltmeisterschaften in Moskau durfte sie als Teil der 4-mal-100-Meter-Staffel teilnehmen und schied mit dieser im Vorlauf trotz Saisonbestleistung aus. Bei den Juegos Bolivarianos in Trujillo belegte sie Platz vier im Einzelbewerb und gewann mit der Staffel Gold.
2014 gewann sie bei den Südamerikaspielen Bronze mit der Staffel und belegte über 100 Meter den sechsten Platz. Bei den Ibero-amerikanischen Meisterschaften in São Paulo folgte der Gewinn einer Silbermedaille über 100 Meter. Bei den Zentralamerika- und Karibikspielen in Xalapa belegte sie im Einzelbewerb den vierten Platz und gewann Silber mit der Staffel. 2015 belegte sie bei den Südamerikameisterschaften in Lima den fünften Platz über 100 Meter. Für die Olympischen Sommerspiele 2016 in Rio de Janeiro wurde sie vom Comité Olímpico Colombiano nominiert und durfte dort beim 100-Meter-Lauf an den Start gehen. Mit den fünften Platz in ihren Vorlauf verpasste sie das Weiterkommen. Kurz zuvor schied sie bei den Ibero-amerikanischen Meisterschaften im Vorlauf über 100 Meter aus und belegte mit der Staffel den vierten Platz. Mit der kolumbianischen 4-mal-100-Meter-Staffel gewann sie bei den Südamerikameisterschaften in Luque die Silbermedaille hinter Brasilien. Neben ihr gehörten Maderleis Alcazar, Jennifer Padilla und Darlenys Obregón zur Staffel. Im November gewann sie bei den Juegos Bolivarianos in Santa Marta mit 13,42 s die Silbermedaille über 100 m Hürden.
2018 belegte Palacios bei den CAC-Spielen in Barranquilla in 13,28 s den sechsten Platz im Hürdenlauf und wurde mit der Staffel in 44,19 s Vierte. Anschließend wurde sie bei den Ibero-Amerikanischen Meisterschaften in Trujillo in 12,22 s Sechste über 100 Meter. Im Jahr darauf gewann sie bei den Südamerikameisterschaften in Lima in 13,49 s die Silbermedaille im Hürdensprint hinter der Venezolanerin Génesis Romero sowie in 44,97 s auch mit der Staffel. Zudem lief sie über 100 Meter in 11,86 s auf Rang acht.
2010 und 2014 sowie 2016 und 2017 wurde Palacios kolumbianische Meisterin im 100-Meter-Lauf. Zudem sicherte sie sich die Titel im Hürdenlauf 2010 sowie 2017 und 2018. Mit der 4-mal-100-Meter-Staffel war sie 2013 und 2016 siegreich.

## Persönliche Bestzeiten
- 100 Meter: 11,21 s (+0,7 m/s), 10. Juli 2016 in Medellín
- 200 Meter: 24,31 s (+1,1 m/s), 16. April 2011 in Ponce
- 100 m Hürden: 13,15 s (+0,4 m/s), 27. Juni 2014 in Medellín